# 乾兴
乾兴（1022年）是宋真宗赵恒的第五個年号，北宋使用该年号共计1年，元年二月宋仁宗赵祯即位沿用。

## 改元
- 天禧六年——正月一日，有詔改元乾興。二月十九日，宋真宗趙恒驾崩，宋仁宗趙禎即位。[2][3][4][5]
- 乾興二年——正月一日，有詔改元天聖。[5][6][7]

## 紀年對照表
| 乾兴 | 元年   |
| ---- | ------ |
| 公元 | 1022年 |
| 干支 | 壬戌   |

## 同期存在的其他政權之紀年
- 中國
  - 明啟（1010年－1022年）：大理—段素廉之年號
  - 太平（1021年－1031年）：契丹—遼聖宗耶律隆绪之年號
- 越南
  - 順天（1010年－1028年）：李朝—李公蘊之年號
- 日本
  - 治安（1021年－1024年）：後一條天皇之年号

## 深入閱讀
- 李崇智. . 北京: 中華書局. 2004年12月. ISBN 7101025129.
- 鄧洪波. . 臺北: 國立臺灣大學東亞經典與文化研究計劃. 2005年3月  [2021-11-16]. ISBN 9789860005189. （原始内容 (pdf)存档于2007-08-25）. （页面存档备份，存于）

| 前一年號： 天禧 | 北宋年号 | 下一年號： 天圣 |